# Short SB.4 Sherpa

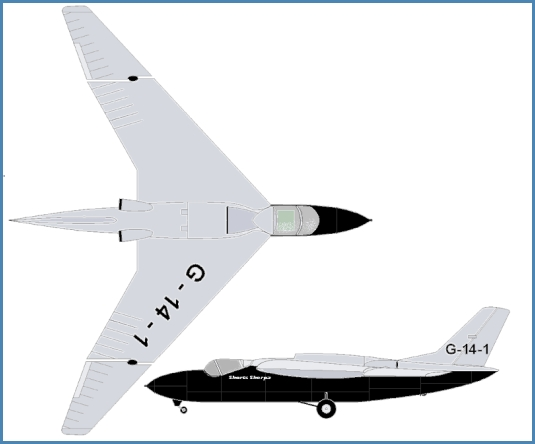
Zeichnung der SB4

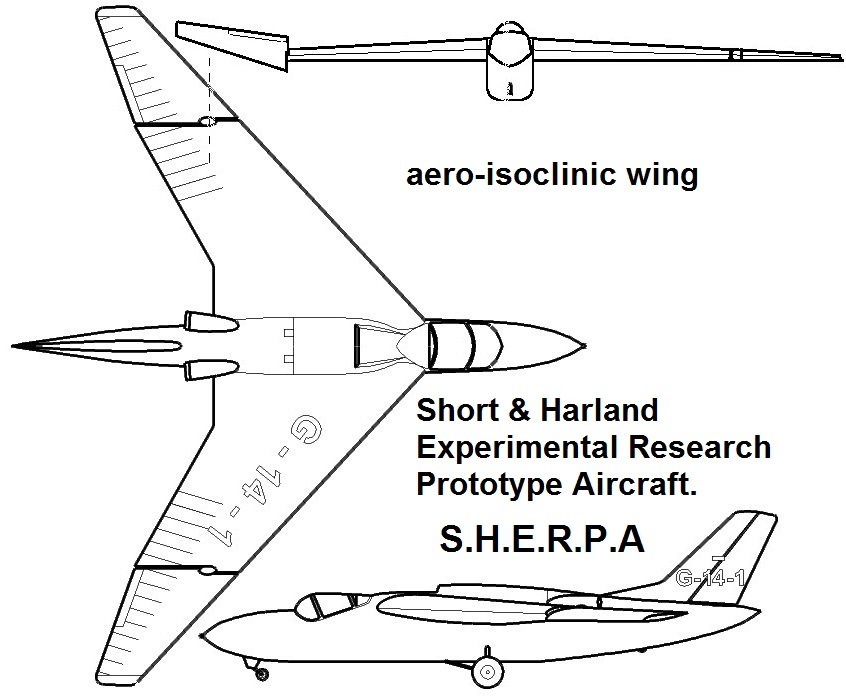
Aero Isoclinic Wing

Die Short SB.4 Sherpa war ein Forschungsflugzeug („Short & Harland Experimental Research Prototype Aircraft“) für das V-Bomber-Programm der Royal Air Force in den 1950ern.

## Konstruktionsziel
Chefkonstrukteur David Keith-Lucas hatte vor, einen Flügel für hohe Geschwindigkeiten in großer Höhe zu entwickeln, der auf dem sogenannten „aero-isoclinic wing“ (zu deutsch etwa „Flügel mit gleichbleibendem Anstellwinkel“) von Professor Geoffrey T.R. Hill basierte. Grundgedanke war es, den Außenflügel drehbar zu lagern und immer mit einem relativ niedrigen Anstellwinkel fliegen zu lassen, egal welchen Anstellwinkel das „restliche“ Flugzeug hatte. Im Prinzip handelt es sich am ehesten um Tailerons, die an die Flügelspitze verlegt worden waren.

## Entwurf
Der Entwurf basierte auf den Versuchen Hills mit den Westland-Hill Pterodactyl-Flugzeugen in den 1920ern. 1950 entstand zunächst der Versuchsgleiter Short SB1, den Cheftestpilot Tom Brooke-Smith am 14. Juli 1951 einflog. Da man schon relativ frühzeitig erkannt hatte, dass herkömmliche Höhenleitwerke mit Ruderklappe im transsonischen Bereich nicht mehr wirksam waren, wählte man das Prinzip eines Pendel-Leitwerkes (siehe North American F-100 und Mikojan-Gurewitsch MiG-19).

## Aufbau
Der Rumpf bestand aus Leichtmetall, der Flügel war weitestgehend in Holzbauweise erstellt und nur tragende Teile teilweise mit Aluminium verstärkt. Die zwei kleinen, nur je 75 kg schweren Turbomeca Palas-Triebwerke bezogen ihre Luft durch eine NACA-Hutze auf der Rumpfoberseite und der Abgasstrahl wurde durch zwei Düsen über der Hinterkante des Innenflügels ausgeblasen. Am Rumpfende befand sich ein konventionelles Seitenleitwerk. Das Fahrwerk war nicht einziehbar, da die Maschine nicht für Hochgeschwindigkeitsversuche vorgesehen war.
Der Innenflügel war zweiholmig und extrem torsionssteif ausgelegt, um die Kräfte der Drehachse aufnehmen zu können und hatte an der Vorderkante 42° Pfeilung. An der Unterseite des Innenflügels befanden sich Spreizklappen. Die Drehachse lag im aerodynamischen Neutralpunkt der Außenflügel und auf Höhe der Hinterkante des Flügelmittelteils, um ein ausreichendes Moment um die Querachse zu erhalten. Der Außenflügel war gewichtsmäßig ausgeglichen und um Steuerdruck zu erzeugen waren Flettner-Hilfsruder an den drehbaren Flügelspitzen angebracht. Die Fläche der drehbaren Flügelspitzen betrug etwa 20 % der Gesamtflügelfläche.

## Erstflug und Erprobung
Am 4. Oktober 1953 flog Brooke-Smith zum ersten Mal die SB4 und das Testprogramm bei Short erstreckte sich über die nächsten eineinhalb Jahre. Die Flugerprobung verlief generell zufriedenstellend, aber zum Bau des „vierten V-Bombers“ kam es dennoch nie. Danach wurde die Maschine an das „College of Aeronautics“ in Cranfield überstellt und bis 1958 für weitere Flugversuche verwendet. Dann setzte ein Triebwerksschaden die Maschine vorübergehend außer Gefecht, aber nachdem ein Ersatztriebwerk gefunden war, ging die Erprobung bis 1964 weiter. Danach wurde das Flugzeug zu Studienzwecken an das „Bristol College of Advanced Technology“ abgegeben. Später war der Rumpf im „Norfolk and Suffolk Aviation Museum“ ausgestellt bis zum Juli 2017. Danach übernahm die „Ulster Aviation Society“ die Maschine zur Restaurierung.

## Technische Daten

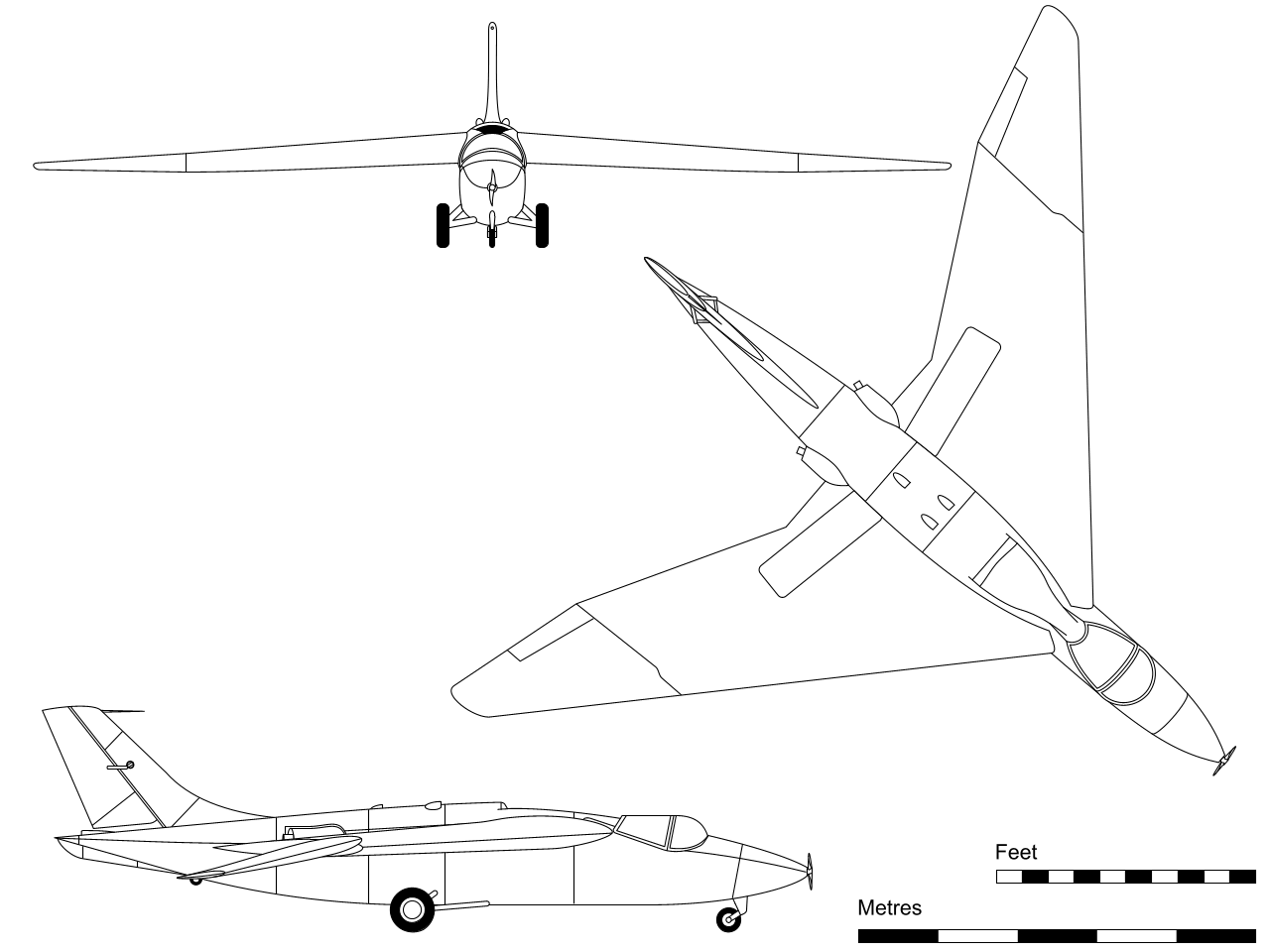
Short SB.4 Sherpa

| Kenngröße             | Daten                                 |
| --------------------- | ------------------------------------- |
| Länge                 | 9,7 m                                 |
| Spannweite            | 11,58 m                               |
| Höhe                  | 2,77 m                                |
| Flügelfläche          | 21,4 m²                               |
| Flügelstreckung       | 6,3                                   |
| Leermasse             | 1400 kg                               |
| Höchstgeschwindigkeit | ≈275 km/h                             |
| Reisegeschwindigkeit  | 188 km/h                              |
| Flugdauer             | 45–50 min                             |
| Antrieb               | 2 Turbomeca Palas mit je 160 kp Schub |